# Mitchellville (Iowa)
Mitchellville  è una città degli Stati Uniti di 2 254 abitanti, situata nella contea di Jasper, in Iowa.

Mitchellville è anche conosciuta per ospitare un carcere femminile di media sicurezza.

## Storia
Mitchellville  fu fondata nel 1856 da Thomas Mitchell (1816-1894), da cui la cittadina ne ha preso il nome. 

Thomas Mitchell è stato il primo colono bianco nella Contea di Polk.
.